# 吕姆克山

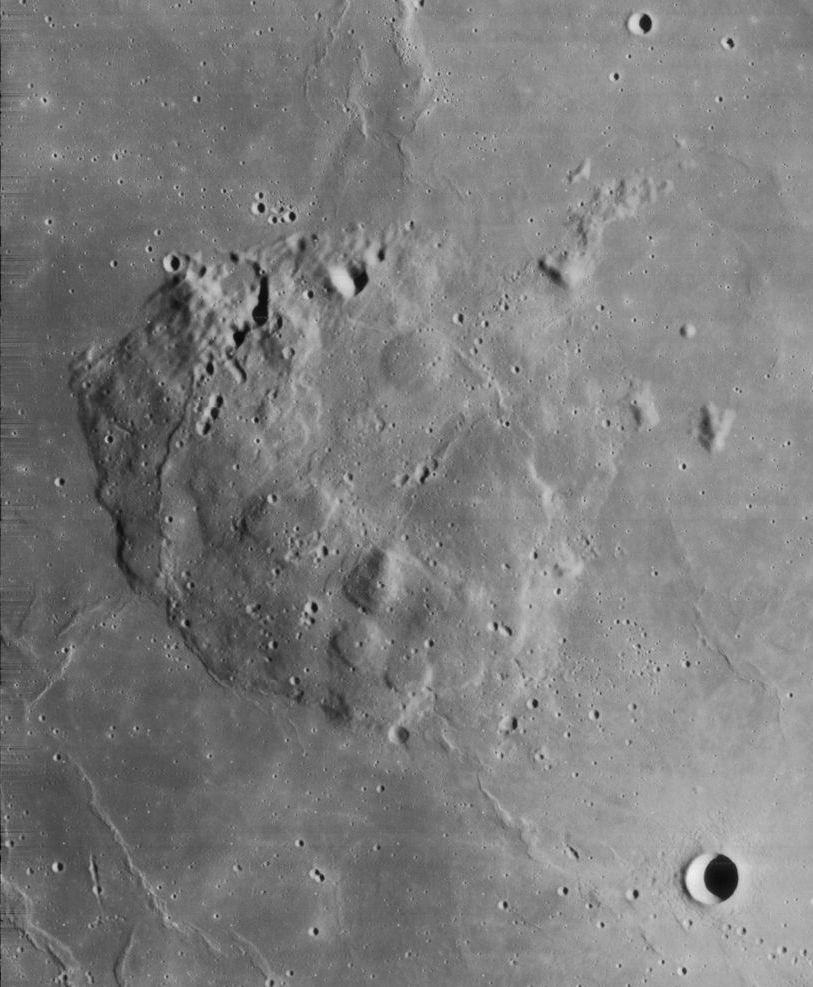
月球轨道器4号拍摄的图像

吕姆克山（Mons Rümker）是月球正面西北部一座孤立的火山结构，月面坐标为北纬40.8°、西经58.1°。该特征构成了风暴洋北部一座庞大、高耸的山丘。底部直径有70公里，其峰顶高出周边平原约1100米以上。1935年以德国天文学家卡尔·路德维希·克里斯蒂安·吕姆克之名命名。
吕姆克山山顶聚集了30座圆形鼓起的月丘，其中一些月丘的峰顶有小洞口。这些宽阔、圆形的特征有数百米高的缓坡。月丘是从本地喷口喷出的熔岩，随后缓慢冷却凝固所成。
环吕姆克山四周的悬崖将它与相邻的月海分开。这一高原西部高900米，南部和东部分别高650米和1100米。吕姆克山表面较为均匀，具有很强的月海地层光谱特征。据估算，形成该山丘所挤压出的熔岩体积大约有1800立方千米。

## 另请参阅
- 月球山脉高度列表